# Teresa Terrazas
Teresa Margarita Terrazas Salgado (Ciudad de México, 22 de junio de 1953 –) es una botánica mexicana que desarrolla actividades académicas y científicas en el Instituto de Biología de la Universidad Nacional Autónoma de México. En marzo de 2025 fue galardonada con el Reconocimiento Sor Juana Inés de la Cruz.
En 1985, obtuvo su licenciatura en Biología, por la Facultad de Ciencias de la Universidad Nacional Autónoma de México. La maestría en Ciencias por el Colegio de Posgraduados, en 1988. Y en 1994, el doctorado por la Universidad de Carolina del Norte en Chapel Hill.

## Algunas publicaciones
- Caracterización molecular de tres especies de Hylocereus (Cactaceae) presentes en México. Revista Fitotécnica Mexicana
- Molecular phylogeny, origin, and taxonomic implications of tribe Cacteae (Cactaceae). Systematics and Biodiversity
- Leaf architecture and anatomy of eleven species of Mortoniodendron (Malvaceae s.l.) Plant Systematics and Evolution
- La madera de cinco especies de Zanthoxylum L. (Rutaceae) con distribución en México. Madera y Bosques
- Anatomía foliar y del pecíolo de cuatro especies de Lupinus (Fabaceae). Revista Mexicana de Biodiversidad 83: 687-697
- Venation patterns of Bursera species Jacq. ex L. (Burseraceae) and its systematic significance. Plant Systematics and Evolution
- richomes diversity in the Vernonieae (Asteraceae) of Mexico I: Vernonanthura and Vernonia (Vernoniinae). J. of Torrey Botanical Soc. 139
- Studies of petiolar anatomy in ferns: structural diversity and systematic significance of the circumendodermal band. Bot. J. of the Linnean Soc
- El hábito y la forma de crecimiento en Cacteae (Cactaceae). Bot. Sci.
- Fruits, seeds and germination in five species of globose Cacteae (Cactaceae). Interciencia

## Honores

### Membresías
- Redactora jefe (editor-in-chief) de la revista Botanical Sciences[4]
- Comité Científico de la Red Latinoamericana de Botánica
- Sistema Nacional de Investigadores, Nivel II
- Sociedad Botánica de México

### Editora
- Boletín de la Sociedad Botánica de México
- La abreviatura «Terrazas» se emplea para indicar a Teresa Terrazas como autoridad en la descripción y clasificación científica de los vegetales.[5]